# Кілочок
Кілок, кілочок або ключ, заст. за́крутка — пристрій для натягання струн у струнних музичних інструментах (гітарах, скрипках, арфах, фортепіано).
Система кілочків інструмента називається кілочковим механізмом, у щипкових і смичкових він розташовується на головці грифа (кілочковій коробці). Струни кріплять одним кінцем до кілочків, другим — до струнотримача. Кілочки фортепіано часто називають «вірбелями» (від нім. Wirbel), вони вставляються у вірбельбанк — брус з твердої деревини. Для регулювання вірбелів використовується спеціальний настроювальний ключ, різновид торцевого.
Зазвичай кілочок складається з таких деталей: зубчастого колеса, вала, гайки-баранця і черв'яка. Основою є черв'ячна передача, за допомогою якої регулюється натягання струн і яка запобігає їх розмотуванню.
Існують і так звані «локові» кілочки (від англ. lock — «замок»). Вони складаються з порожнистого вала (трубки), внутрішнього рухомого стрижня, що приводиться у дію спеціальним коліщатком на зворотному боці кілочка. Струну пропускають в отвір кілочка і фіксують коліщатком.
Кілочковий механізм буває двох видів — відкритий і закритий. Перший має відкритий доступ до деталей, другий закритий захисним корпусом.
Матеріал для кілочків може бути різним. У класичних гітарах з нейлоновими струнами використовують кілочки з пластиковими втулками. Не можна встановлювати на них металеві струни, бо втулки будуть прорізані струнами, так само не допускається використовувати нейлонові струни на кілочки для металевих, оскільки кілочок без втулки порве синтетичну струну. У смичкових інструментах використовують дерев'яні кілочки, в інших струнних — металеві.

## Галерея

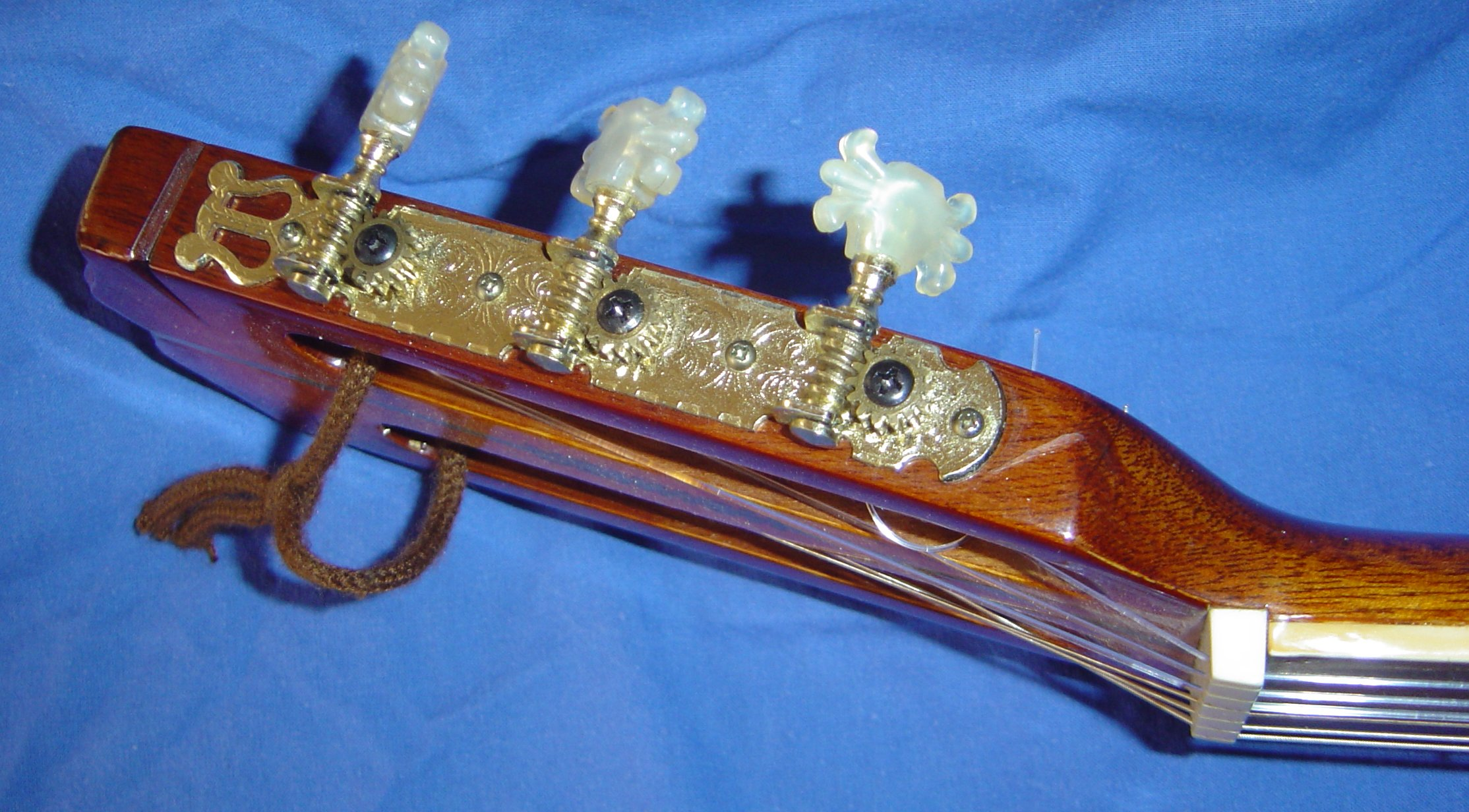
Кілочки на головці класичної гітари
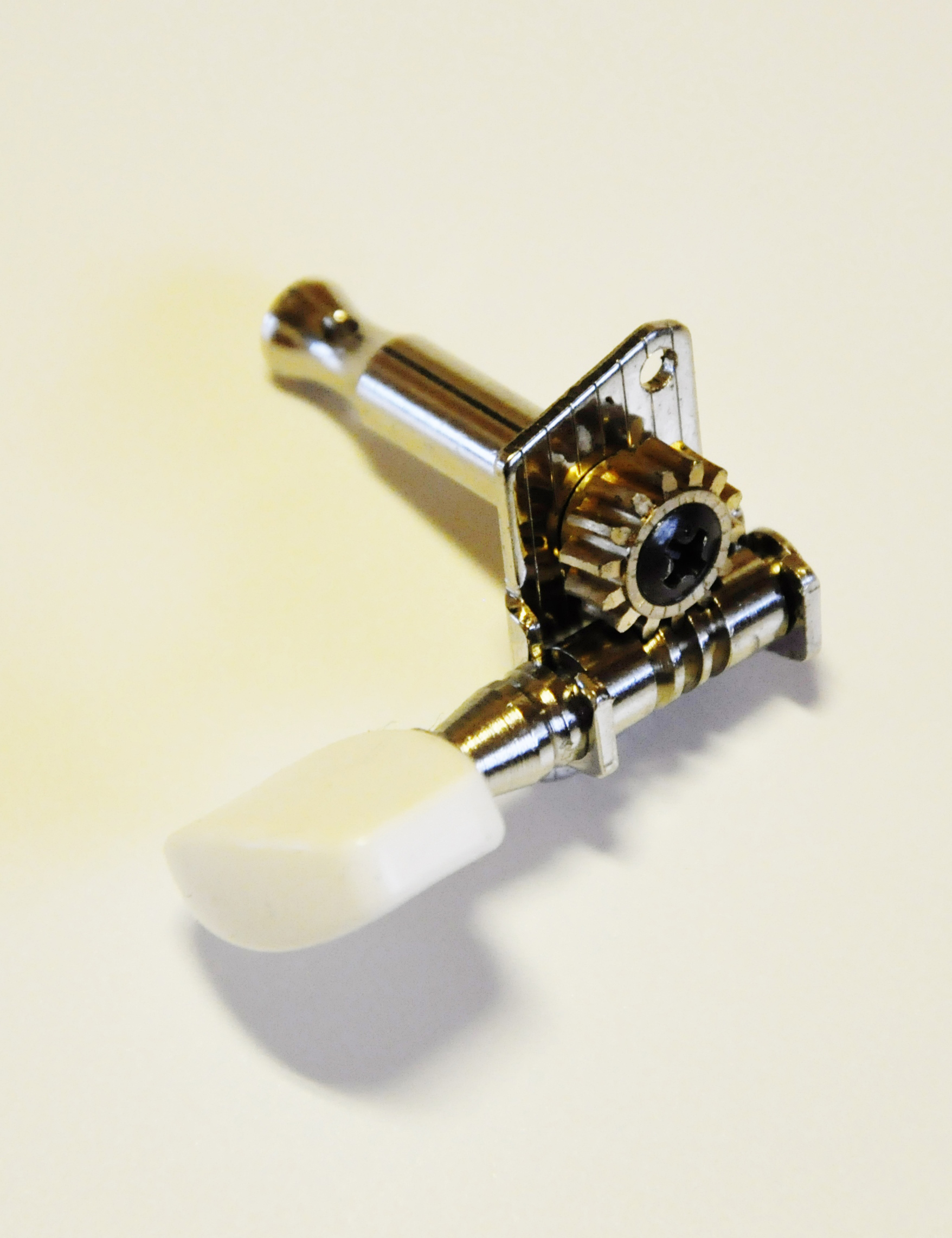
Кілочок гітари
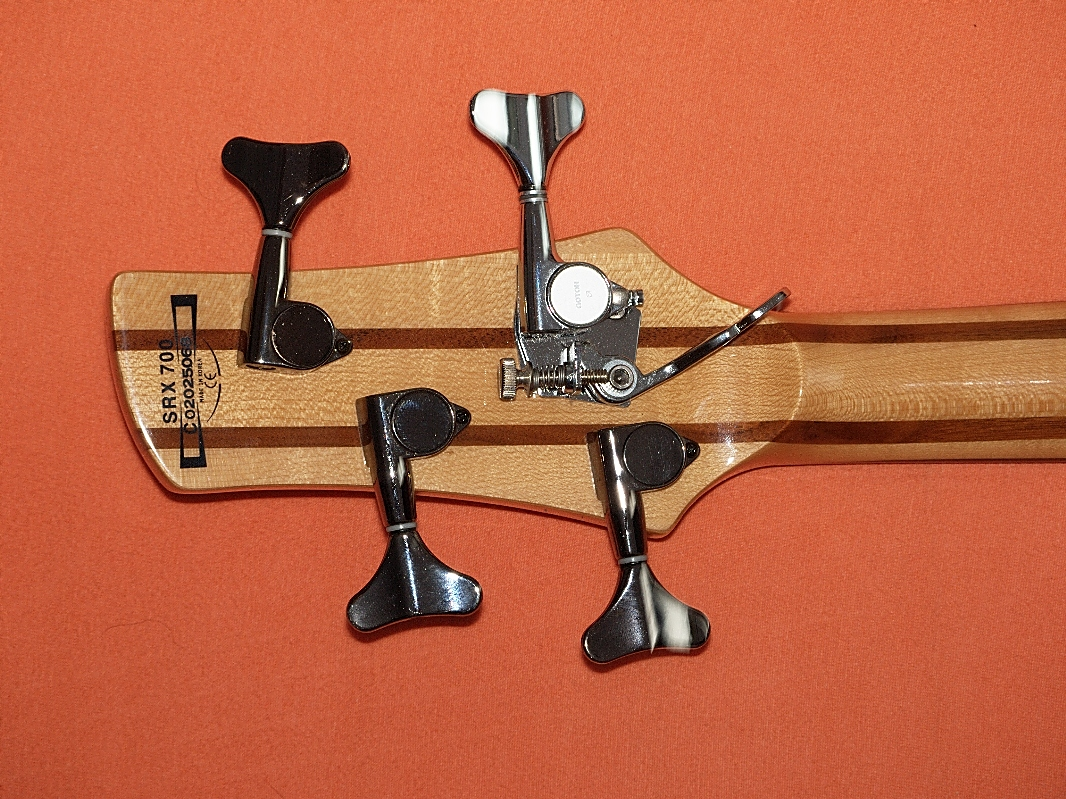
Закритий кілочковий механізм бас-гітари
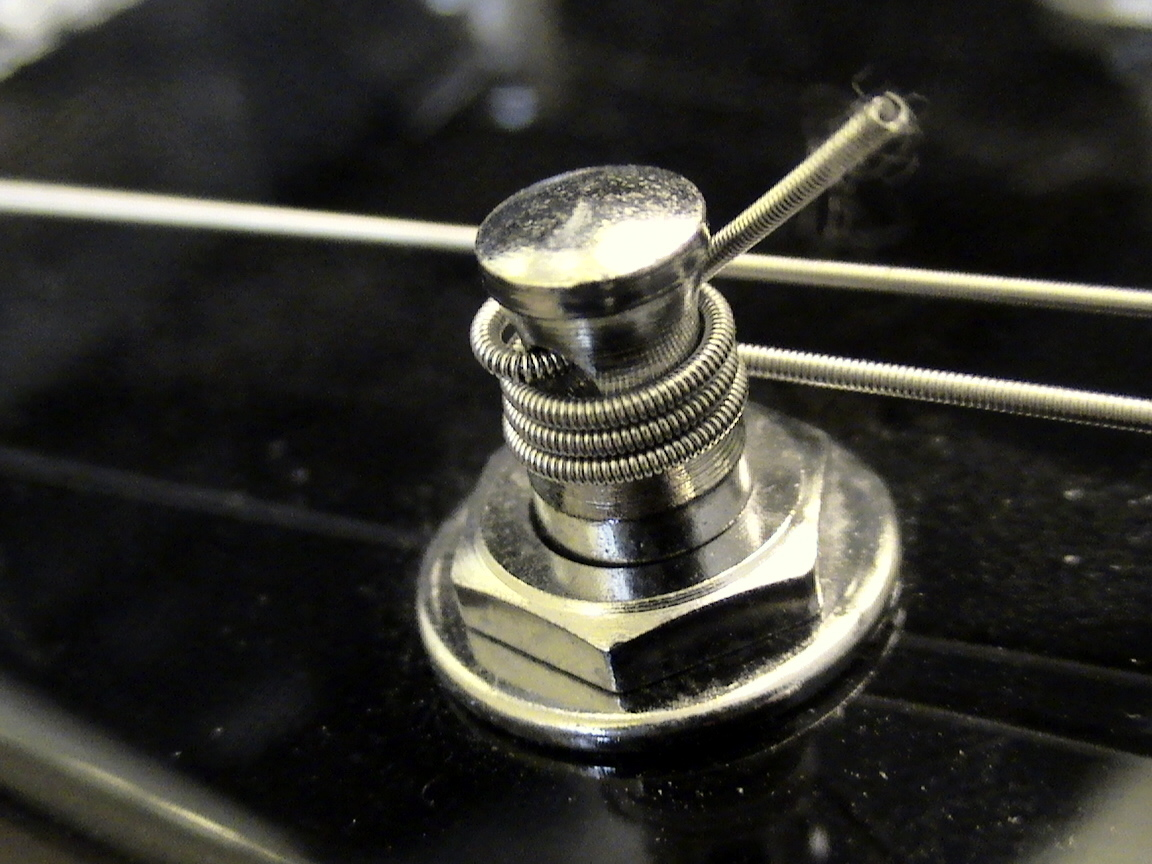
Гайковий кілочок електрогітари
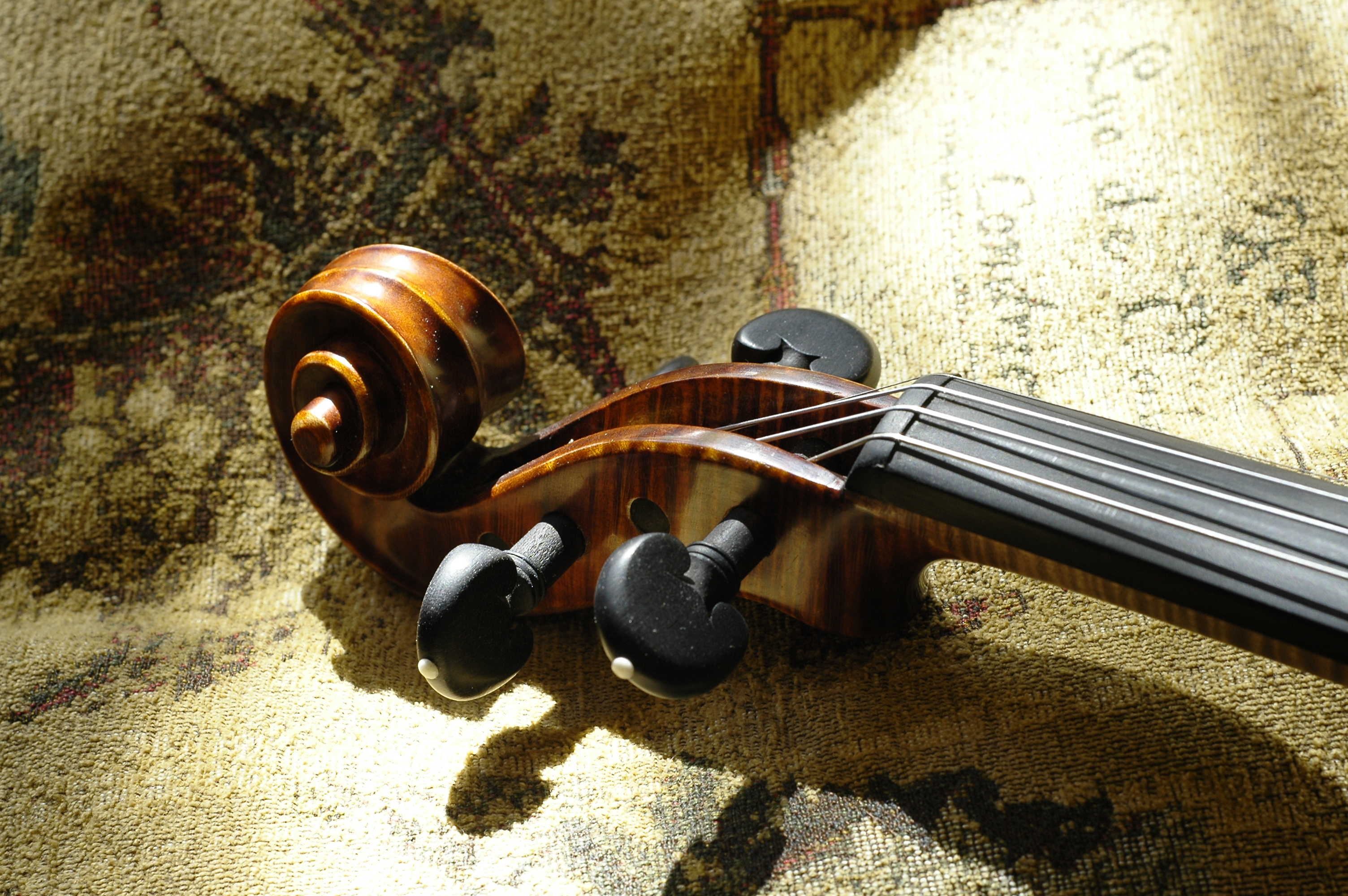
Кілочковий механізм скрипки
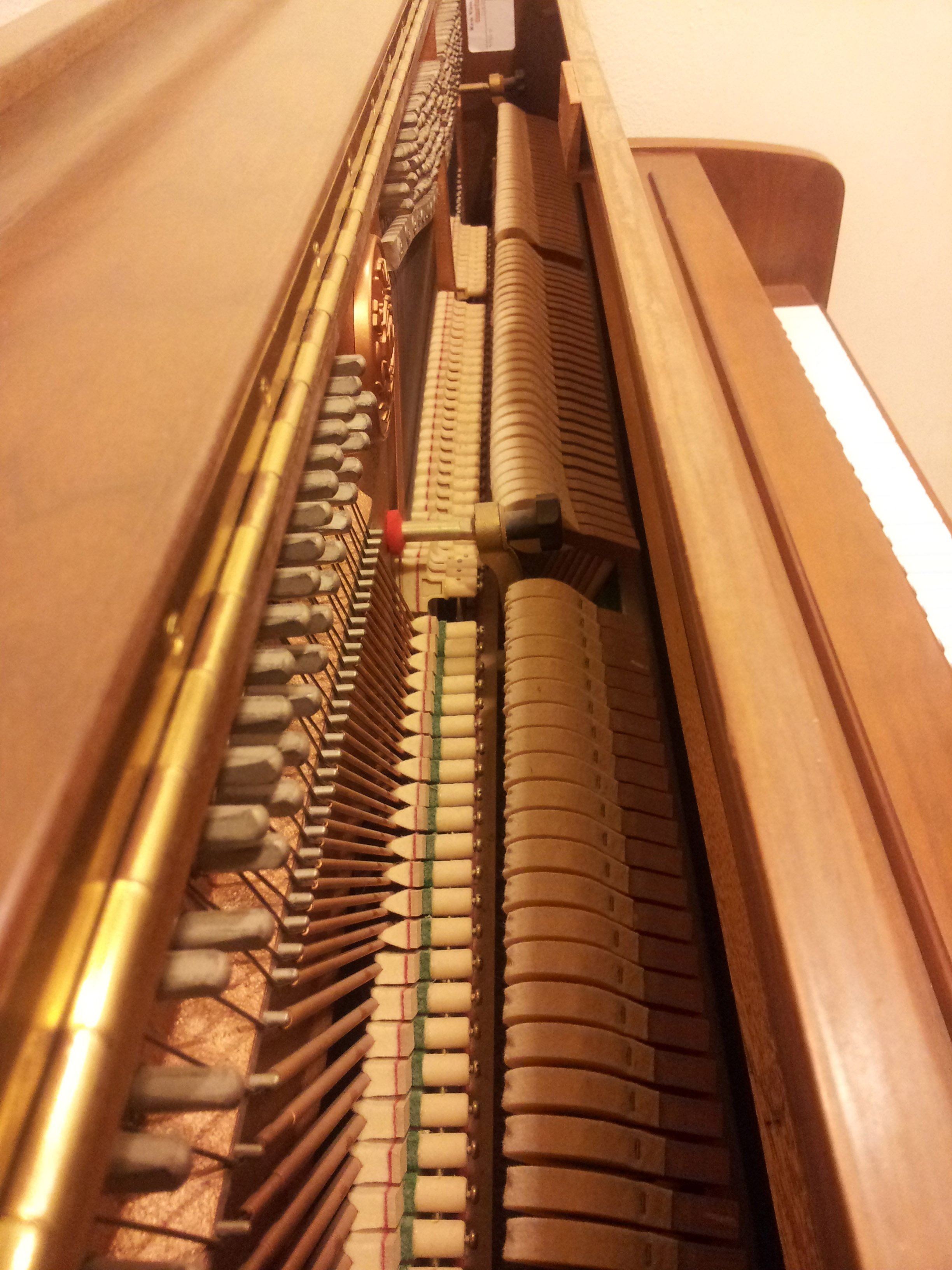
Кілочки фортепіано (ліворуч)
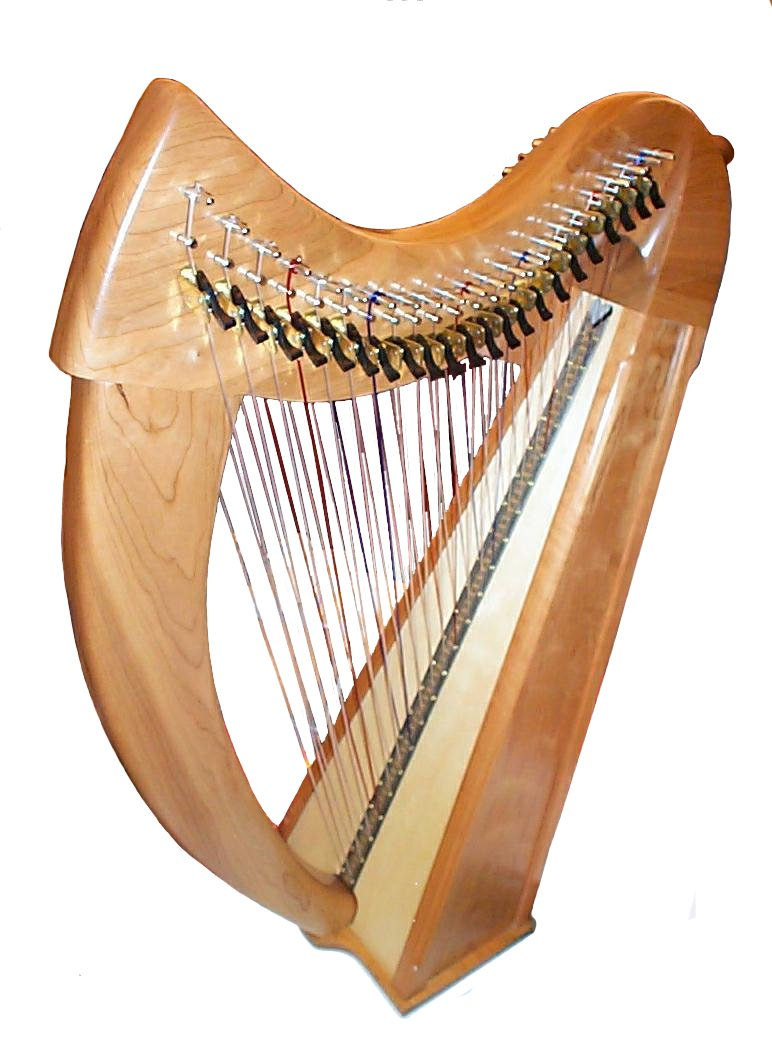
Кілочки арфи